# Etica protestante del lavoro

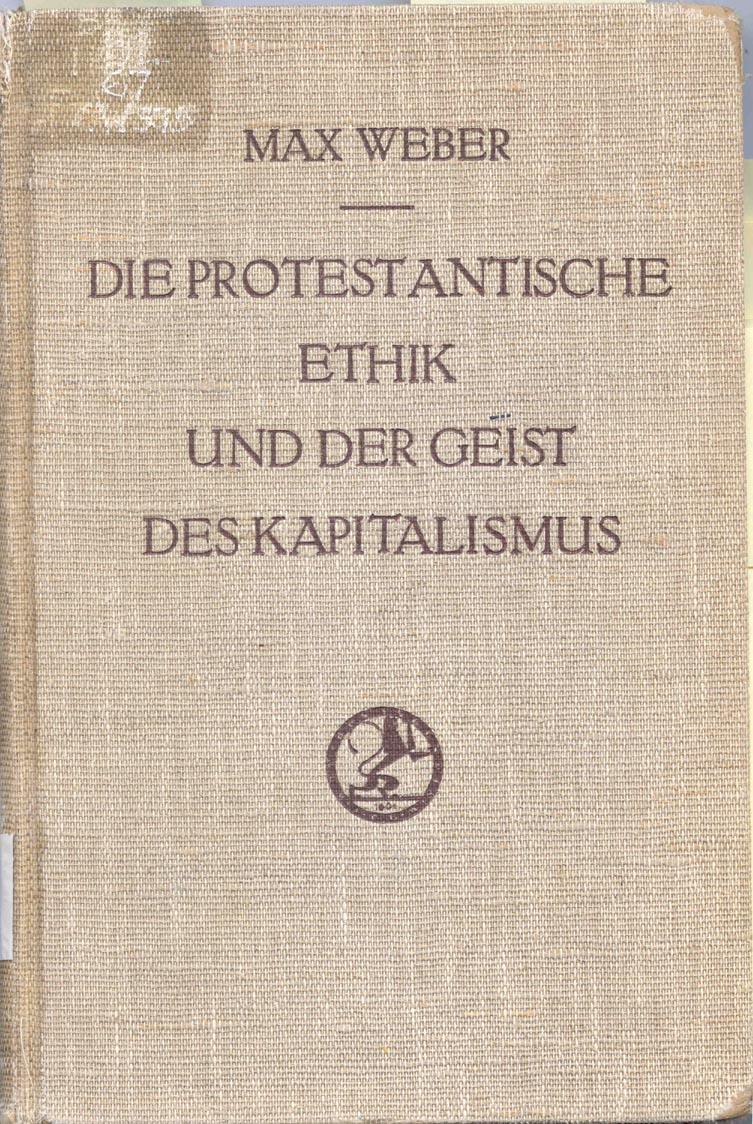
Copertina dell'edizione tedesca originale di L'etica protestante e lo spirito del capitalismo

L'etica protestante del lavoro, conosciuta anche come etica calvinista del lavoro o etica puritana del lavoro, è un concetto di etica del lavoro usato in teologia, sociologia, economia e storia che enfatizza che il duro lavoro, la disciplina e la frugalità sono il risultato dell'adesione di una persona ai valori abbracciati dalla fede protestante, particolarmente il calvinismo. L'espressione fu coniata inizialmente nel 1904-1905 da Max Weber nel suo libro L'etica protestante e lo spirito del capitalismo.
Gli storici Fernand Braudel e Hugh Trevor-Roper asseriscono che la teoria dell'etica protestante del capitalismo sia falsa riguardo alla creazione del capitalismo e che il capitalismo stesso si sia sviluppato nelle comunità cattoliche ante Riforma.

## Base nella teologia protestante
I protestanti, a cominciare da Martin Lutero, riconcettualizzarono l'opera mondana come un dovere che beneficia sia l'individuo che la società nel suo complesso. In tal modo, l'idea cattolica delle opere buone fu trasformata in un obbligo di lavorare diligentemente come segno di grazia. Mentre il cattolicesimo insegna che le opere buone sono richieste ai cattolici come manifestazione necessaria della fede che essi hanno ricevuto, e che la fede senza le opere è morta (Giacomo 2:14–26) e arida, i teologi calvinisti insegnavano che solo coloro che erano predestinati a essere salvati lo sarebbero stati.
Poiché era impossibile conoscere chi era predestinato, la nozione implicava che poteva essere possibile discernere che una persona fosse tra gli eletti (predestinati) osservando il suo stile di vita. Si pensava che il duro lavoro e la frugalità fossero due importanti conseguenze dell'essere uno degli eletti. I protestanti erano in tal modo attirati verso queste qualità e si supponeva che si sforzassero di raggiungerle.

## Storia politica statunitense
Lo scrittore Frank Chodorov sostiene che l'etica protestante fu a lungo considerata un requisito indispensabile per le figure politiche statunitensi:

## Sostegno
C'è una rivitalizzazione dell'interesse per Weber, incluso il lavoro di Lawrence Harrison, Samuel P. Huntington e David Landes. In un articolo del New York Times, pubblicato l'8 giugno 2003, Niall Ferguson sostenne che i dati dell'Organizzazione per la cooperazione e lo sviluppo economico (OCSE) sembrano confermare che "l'esperienza dell'Europa occidentale nell'ultimo quarto di secolo offre una conferma inaspettata dell'etica protestante. Per dirla francamente, stiamo assistendo al declino e alla caduta dell'etica protestante del lavoro in Europa. Questo rappresenta lo stupefacente trionfo della secolarizzazione in Europa occidentale — il declino simultaneo sia del protestantesimo che della sua esclusiva etica del lavoro".

## Critiche
Joseph Schumpeter sosteneva che il capitalismo cominciò in Italia nel XIV secolo, non nelle aree protestanti dell'Europa. Altri fattori che svilupparono ulteriormente l'economia di mercato europea includevano il rafforzamento dei diritti di proprietà e l'abbassamento dei costi di transazione con il declino e la monetizzazione del feudalesimo e l'aumento dei salari reali in seguito all'epidemia di peste bubbonica.
Sascha Becker e Ludger Wößmann dell'Università di Monaco hanno scritto un documento di discussione che descrive una teoria alternativa. La sintesi di questo afferma che il divario di alfabetizzazione (come risultato della Riforma) e i cattolici spiega sufficientemente i divari economici, e che i "[r]isultati restano validi quando sfruttiamo l'iniziale dispersione concentrica della Riforma per usare la distanza da Wittenberg come uno strumento per il protestantesimo". Tuttavia, essi notano anche che, tra Lutero (1500) e la Prussia del 1871, i limitati dati disponibili significano che il periodo in questione è considerato come una "scatola nera" e che è possibile soltanto "qualche rapida discussione e analisi".
Lo storico Fernand Braudel scrive: "Tutti gli storici si sono opposti a questa tenue teoria [l'etica protestante], sebbene non siano riusciti a sbarazzarsene una volta per tutte. Tutessa è chiaramente falsa. I paesi settentrionali presero il posto che prima era stato così a lungo e brillantemente occupato dai vecchi centri capitalistici del Mediterraneo. Non inventarono niente, né nella tecnologia né nella gestione aziendale."
Lo scienziato sociale Rodney Stark commenta che "durante il loro periodo critico di sviluppo economico, questi centri settentrionali del capitalismo erano cattolici, non protestante — la Riforma ancora era di là da venire". Egli sintetizza anche la conclusione di altri importanti storici moderni così: "I protestanti non avevano maggiori probabilità di detenere posizioni capitalistiche di alto livello di quanto non le avessero i cattolici. Le aree cattoliche dell'Europa occidentale non rimasero indietro nel loro sviluppo industriale. E ancora più ovvio al tempo in cui Weber scriveva era che il capitalismo pienamente sviluppato era apparso in Europa molti secoli prima della Riforma!" Lo storico britannico Hugh Trevor-Roper disse: "L'idea che il capitalismo industriale su larga scala fosse ideologicamente impossibile prima della Riforma è demolita dal semplice fatto che esso esisteva."
Luca 12,15 afferma: "Fate attenzione e tenetevi lontani da ogni cupidigia perché, anche se uno è nell'abbondanza, la sua vita non dipende da ciò che egli possiede". Il passo dice che la longevità, la natura improvvisa della malattia e della morte non dipendono dal successo economico, non ne sono il premio divino nella vita terrena, né sono un segno della predestinazione alla salvezza ultraterrena.

### Annotazioni
1. ↑  Non si conosce nessuna data esatta. Il termine apparve al pubblico con la pubblicazione del suo libro nel 1905.

### Fonti
1. ↑   Catharina Lis e Josef Ehmer, The Idea of Work in Europe from Antiquity to Modern Times, Routledge, 2009, ISBN 978-0-7546-6410-9.
2. ↑   Leland Ryken, Worldly Saints: The Puritans As They Really Were, Harper Collins, 2010,  p. 51, ISBN 978-0-310-87428-7.
3. ↑   Protestant Ethic, su Believe: Religious Information Source. URL consultato il 15 luglio 2019 (archiviato dall'url originale il 19 agosto 2017).
4. ↑   Max Weber, L'etica protestante e lo spirito del capitalismo, traduzione di A. M. Marietti, BUR Biblioteca Universale Rizzoli, 1991, ISBN 978-88-1716-808-3.
5. ↑   Frank Chodorov, The Radical Rich, su Mises Daily Articles, Mises Institute, 21 marzo 2011.
6. ↑   Niall Ferguson, The World; Why America Outpaces Europe (Clue: The God Factor), in The New York Times, 8 giugno 2003. URL consultato il 19 settembre 2011.
7. ↑   Joseph A. Schumpeter, Part II From the Beginning to the First Classical Situation (to about 1790), chapter 2 The scholastic Doctors and the Philosophers of Natural Law, in History of Economic Analysis, 1994,  pp. 74-75, ISBN 978-0-415-10888-1, OCLC 269819. Nella nota a piè di pagina, Schumpeter si riferisce a  Abbott Payson Usher, The Early History of Deposit Banking in Mediterranean Europe, Harvard economic studies, vol. 75, Harvard university press, 1943. e  Raymond de Roover, Money, Banking, and Credit in Medieval Bruges, in Journal of Economic History, 2, supplemento S1, dicembre 1942,  pp. 52-65, DOI:10.1017/S0022050700083431.
8. ↑   Nico Voigtlander e Hans-Joachim Voth, The Three Horsemen of Riches: Plague, War, and Urbanization in Early Modern Europe (PDF), in The Review of Economic Studies, vol. 80, n. 2, 9 ottobre 2012,  pp. 774-811, DOI:10.1093/restud/rds034, CiteSeerX: 10.1.1.303.2638.
9. ↑  Becker e Wößmann (2007), Sintesi introduttiva.
10. ↑  Becker e Wößmann (2007), p. A5, Appendice B.
11. ↑   Fernand Braudel, Afterthoughts on Material Civilization and Capitalism, Baltimora, Johns Hopkins University Press, 1977, ISBN 978-0-80181-901-8.
12. ↑   Protestant Modernity, su catholiceducation.org.
13. ↑   Hugh Trevor-Roper, The Crisis of the Seventeenth Century, Liberty Fund, 2001, ISBN 978-0-86597-278-0.
14. ↑   Lc 12,15, su La Parola - La Sacra Bibbia in italiano in Internet.
15. ↑   M. Krienke, Considerazioni etico-sociali sul messaggio biblico circa il denaro (PDF), su prospettivapersona.it, 2022 (archiviato dall'url originale il 3 agosto 2025).